# キングストン・ノーマン・ロジャース空港
キングストン・ノーマン・ロジャース空港（英: Kingston/Norman Rogers Airport）はカナダ・オンタリオ州・キングストンにある空港。市街地中心部から西へ8kmの場所にある。
空港名は地元代表の上院議員で、元労働大臣にもなったノーマン・ロジャース（Norman McLeod Rogers）にちなんで名付けられた。ロジャースは1940年、オタワからトロントへ飛行機で移動中に飛行機事故で死亡した。

## 沿革
1940年に開港。1972年にキングストン市に委譲され、現在は市の職員が運営にあたっている。

## 主要な就航航空会社と路線
- エア・カナダ：トロント (ピアソン)（2020年6月に運航停止）
- フライGTA航空：トロント (シティー)（2022年に運航停止）
- パスカン航空：モントリオール (トルドー)（2023年1月に運航停止）